# Casey Dellacqua
Casey Dellacqua (Perth, Australia, 11 de febrero de 1985) es una extenista profesional australiana. Tiene ascendencia italiana por parte paterna e irlandesa por parte materna.
Tras la disputa del Abierto de Australia en 2008, se convirtió en la tenista australiana mejor clasificada en la lista de la WTA.
En junio de 2008 alcanzó por primera vez la final de un Grand Slam, concretamente la final de dobles femenina de Roland Garros junto a la italiana Francesca Schiavone.
Cuenta en su haber con 22 títulos ITF individuales y 23 títulos ITF en categoría de dobles.

## Torneos de Grand Slam

### Dobles

#### Finalista (7)
| Año  | Torneo               | Pareja              | Oponentes en la final                | Resultado en final |
| 2008 | Roland Garros        | Francesca Schiavone | Anabel Medina Virginia Ruano         | 6-2, 5-7, 4-6      |
| 2013 | Abierto de Australia | Ashleigh Barty      | Sara Errani Roberta Vinci            | 2-6, 6-3, 2-6      |
| 2013 | Wimbledon            | Ashleigh Barty      | Su-Wei Hsieh Shuai Peng              | 6-7(1), 1-6        |
| 2013 | Abierto de EE. UU.   | Ashleigh Barty      | Andrea Hlaváčková Lucie Hradecká     | 7-6(4), 1-6, 4-6   |
| 2015 | Roland Garros        | Yaroslava Shvédova  | Bethanie Mattek-Sands Lucie Šafářová | 6-3, 4-6, 2-6      |
| 2015 | Abierto de EE. UU.   | Yaroslava Shvédova  | Martina Hingis Sania Mirza           | 3-6, 3-6           |
| 2017 | Roland Garros        | Ashleigh Barty      | Bethanie Mattek-Sands Lucie Šafářová | 2-6, 1-6           |

### Mixto

#### Títulos (1)
| Año  | Torneo        | Pareja       | Oponentes en la final             | Resultado en final  |
| 2011 | Roland Garros | Scott Lipsky | Katarina Srebotnik Nenad Zimonjić | 7-6(6), 4-6, [10-7] |

## Títulos WTA (7; 0+7)

### Dobles (7)
| Leyenda: Antes de 2009     | Leyenda: A partir de 2009 |
| -------------------------- | ------------------------- |
| Grand Slam (0)             |                           |
| Juegos Olímpicos (0)       |                           |
| WTA Tour Championships (0) |                           |
| Tier I (0)                 | Premier Mandatory (1)     |
| Tier II (0)                | Premier 5 (0)             |
| Tier III (0)               | Premier (1)               |
| Tier IV & V (0)            | International (5)         |

| N.º | Fecha                | Torneos      | Superficie    | Pareja             | Oponentes en la final               | Resultado           |
| --- | -------------------- | ------------ | ------------- | ------------------ | ----------------------------------- | ------------------- |
| 1.  | 3 de febrero de 2013 | Pattaya City | Dura          | Kimiko Date-Krumm  | Akgul Amanmuradova Alexandra Panova | 6-3, 6-2            |
| 2.  | 16 de junio de 2013  | Birmingham   | Hierba        | Ashleigh Barty     | Cara Black Marina Erakovic          | 7-5, 6-4            |
| 3.  | 24 de mayo de 2014   | Estrasburgo  | Tierra batida | Ashleigh Barty     | Tatiana Búa Daniela Seguel          | 4-6, 7-5, [10-4]    |
| 4.  | 9 de mayo de 2015    | Madrid       | Tierra batida | Yaroslava Shvédova | Garbiñe Muguruza Carla Suárez       | 6-3, 6-7(4), [10-5] |
| 5.  | 5 de marzo de 2017   | Kuala Lumpur | Dura          | Ashleigh Barty     | Nicole Melichar Makoto Ninomiya     | 7-6(5), 6-3         |
| 6.  | 27 de mayo de 2017   | Estrasburgo  | Tierra batida | Ashleigh Barty     | Hao-Ching Chan Yung-Jan Chan        | 6-4, 6-2            |
| 7.  | 25 de junio de 2017  | Birmingham   | Hierba        | Ashleigh Barty     | Hao-Ching Chan Shuai Zhang          | 6-1, 2-6, [10-8]    |

#### Finalista (13)
| N.º | Fecha                    | Torneos              | Superficie    | Pareja              | Oponentes en la final                | Resultado        |
| --- | ------------------------ | -------------------- | ------------- | ------------------- | ------------------------------------ | ---------------- |
| 1.  | 6 de junio de 2008       | Roland Garros        | Tierra batida | Francesca Schiavone | Anabel Medina Virginia Ruano         | 6-2, 5-7, 4-6    |
| 2.  | 16 de enero de 2009      | Sídney               | Dura          | Nathalie Dechy      | Su-Wei Hsieh Shuai Peng              | 0-6, 1-6         |
| 3.  | 25 de enero de 2013      | Abierto de Australia | Dura          | Ashleigh Barty      | Sara Errani Roberta Vinci            | 2-6, 6-3, 2-6    |
| 4.  | 6 de julio de 2013       | Wimbledon            | Hierba        | Ashleigh Barty      | Su-Wei Hsieh Shuai Peng              | 6-7(1), 1-6      |
| 5.  | 9 de septiembre de 2013  | Abierto de EE. UU.   | Dura          | Ashleigh Barty      | Andrea Hlaváčková Lucie Hradecká     | 7-6(4), 1-6, 4-6 |
| 6.  | 15 de junio de 2014      | Birmingham           | Hierba        | Ashleigh Barty      | Raquel Kops-Jones Abigail Spears     | 6-7(1), 1-6      |
| 7.  | 12 de abril de 2015      | Charleston           | Tierra batida | Darija Jurak        | Martina Hingis Sania Mirza           | 0-6, 4-6         |
| 8.  | 7 de junio de 2015       | Roland Garros        | Tierra batida | Yaroslava Shvédova  | Bethanie Mattek-Sands Lucie Šafářová | 6-3, 4-6, 2-6    |
| 9.  | 23 de agosto de 2015     | Cincinnati           | Dura          | Yaroslava Shvédova  | Hao-Ching Chan Yung-Jan Chan         | 5-7, 4-6         |
| 10. | 13 de septiembre de 2015 | Abierto de EE. UU.   | Dura          | Yaroslava Shvédova  | Martina Hingis Sania Mirza           | 3-6, 3-6         |
| 11. | 11 de junio de 2017      | Roland Garros        | Tierra batida | Ashleigh Barty      | Bethanie Mattek-Sands Lucie Šafářová | 2-6, 1-6         |
| 12. | 1 de julio de 2017       | Eastbourne           | Hierba        | Ashleigh Barty      | Yung-Jan Chan Martina Hingis         | 3-6, 5-7         |
| 13. | 26 de agosto de 2017     | New Haven            | Dura          | Ashleigh Barty      | Gabriela Dabrowski Xu Yifan          | 6-3, 3-6, [8-10] |

## Clasificación en torneos del Grand Slam

### Individual
| Torneo               | 2003 | 2004 | 2005 | 2006 | 2007 | 2008 | 2009 | 2010 | 2011 | 2012 | 2013 | 2014 | 2015 | 2016 | 2017 | Carrera V-D |
| -------------------- | ---- | ---- | ---- | ---- | ---- | ---- | ---- | ---- | ---- | ---- | ---- | ---- | ---- | ---- | ---- | ----------- |
| Abierto de Australia | 1R   | 1R   | 1R   | 1R   | 1R   | 4R   | 1R   | 3R   | -    | 2R   | 1R   | 4R   | 2R   | -    | -    | 10-12       |
| Roland Garros        | -    | -    | -    | -    | 1R   | 3R   | -    | -    | 1R   | 1R   | -    | 2R   | 1R   | -    | -    | 3-6         |
| Wimbledon            | -    | -    | -    | -    | 1R   | 3R   | -    | 1R   | -    | 1R   | -    | 2R   | 3R   | -    | -    | 5-6         |
| US Open              | -    | -    | -    | -    | 2R   | 1R   | -    | -    | 1R   | 2R   | 1R   | 4R   | 1R   | -    | -    | 5-7         |
| Grand Slam V-D       | 0-1  | 1-4  | 0-1  | 0-1  | 0-1  | 0-1  | 0-1  | 2-2  | 0-2  | 2-4  | 0-2  | 8-4  | 3-4  | 0-0  | 0-0  | 23-31       |

### Dobles
| Torneo               | 2003 | 2004 | 2005 | 2006 | 2007 | 2008 | 2009 | 2010 | 2011 | 2012 | 2013 | 2014 | 2015 | 2016 | 2017 | Carrera V-D |
| -------------------- | ---- | ---- | ---- | ---- | ---- | ---- | ---- | ---- | ---- | ---- | ---- | ---- | ---- | ---- | ---- | ----------- |
| Abierto de Australia | 2R   | 2R   | 1R   | 2R   | 1R   | 1R   | SF   | 1R   | -    | 1R   | F    | 2R   | 2R   | -    | CF   | 17–13       |
| Roland Garros        | -    | -    | -    | -    | -    | F    | -    | -    | 3R   | 2R   | 1R   | CF   | F    | -    | F    | 21–7        |
| Wimbledon            | -    | -    | -    | -    | -    | SF   | -    | 1R   | 1R   | 2R   | F    | CF   | CF   | -    | CF   | 19–8        |
| US Open              | -    | 1R   | -    | -    | 2R   | 1R   | -    | -    | 1R   | 1R   | F    | 1R   | F    | -    | 2R   | 12–9        |
| Grand Slam V-D       | 1-1  | 1-2  | 0-1  | 1-1  | 1-2  | 9-4  | 4-1  | 0-2  | 2-3  | 2-4  | 18-4 | 9-4  | 17-4 | 0-0  | 12-4 | 77-37       |

### Torneos ITF (24; 11+13)

#### Individual (11)
- 2007 - Bronx, EUA
- 2007 - Kalgoorlie, AUS
- 2007 - Perth, AUS
- 2007 - Melbourne, AUS
- 2006 - Port Pirie, AUS
- 2006 - Mount Gambier, AUS
- 2005 - Port Pirie, AUS
- 2005 - Rockhampton, AUS
- 2005 - Mackay, AUS
- 2004 - Warrnambool, AUS
- 2003 - Dalby, AUS

#### Dobles (13)
- 2007 - Perth, AUS junto a Emily Hewson (IND)
- 2006 - Melbourne, AUS junto a Sunitha Rao (IND)
- 2006 - Surbiton, GBR junto a Trudi Musgrave (AUS)
- 2006 - Las Vegas, EUA junto a Nicole Pratt (AUS)
- 2005 - Lyneham, AUS junto a Daniella Dominikovic (AUS)
- 2005 - Rockhampton, AUS junto a Daniella Dominikovic (AUS)
- 2005 - Mackay, AUS junto a Daniella Dominikovic (AUS)
- 2005 - Galatina, ITA junto a Lucía González (AUS)
- 2005 - Bendigo, AUS junto a Trudi Musgrave (AUS)
- 2004 - Port Pirie, AUS junto a Sunitha Rao (IND)
- 2004 - Schenectady, EUA junto a Nicole Sewell (AUS)
- 2004 - Bendigo, AUS junto a Nicole Sewell (AUS)
- 2003 - Dalby, AUS junto a Evie Dominikovic (AUS)

## Vida personal
En agosto de 2013, Dellacqua hizo público el nacimiento de Blake Benajamin, su primer hijo en conjunto a su pareja, Amanda, quien es la madre biológica.